# Calochortus pulchellus
Calochortus pulchellus är en liljeväxtart som först beskrevs av George Bentham, och fick sitt nu gällande namn av Alphonso Wood. Calochortus pulchellus ingår i släktet Calochortus och familjen liljeväxter. Inga underarter finns listade.

## Bildgalleri

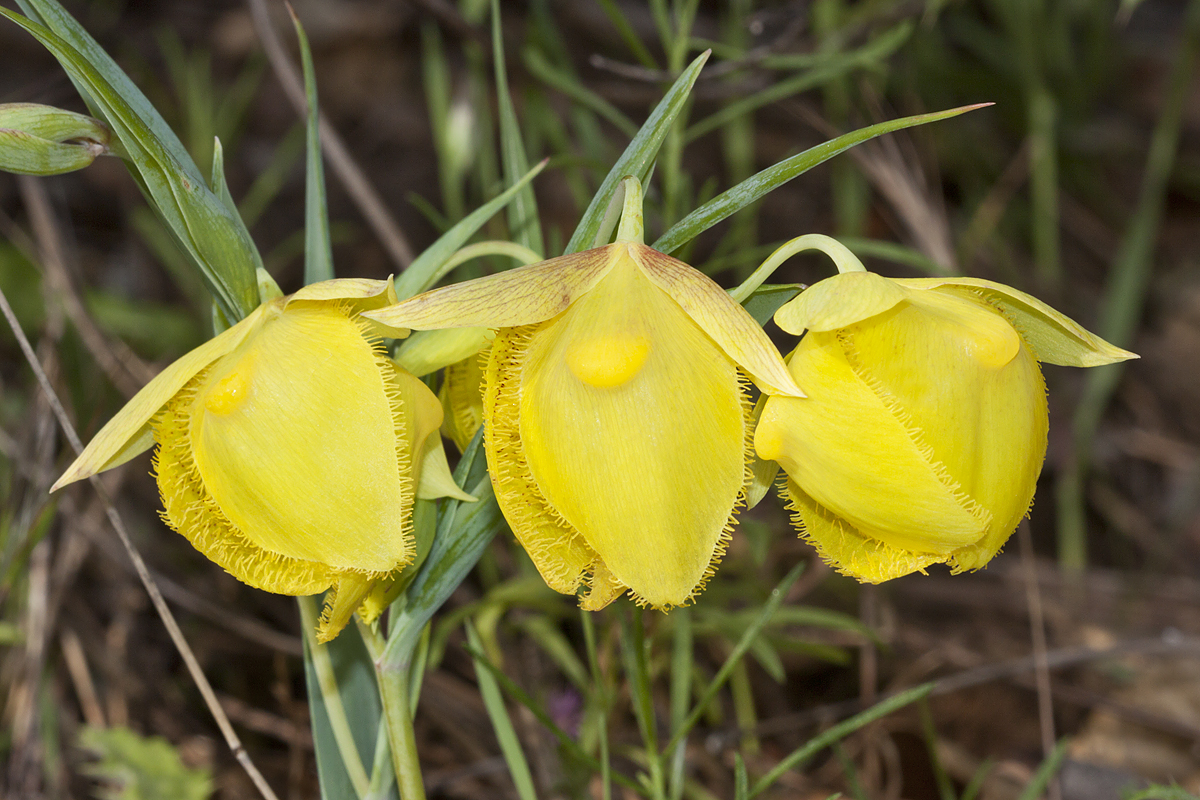
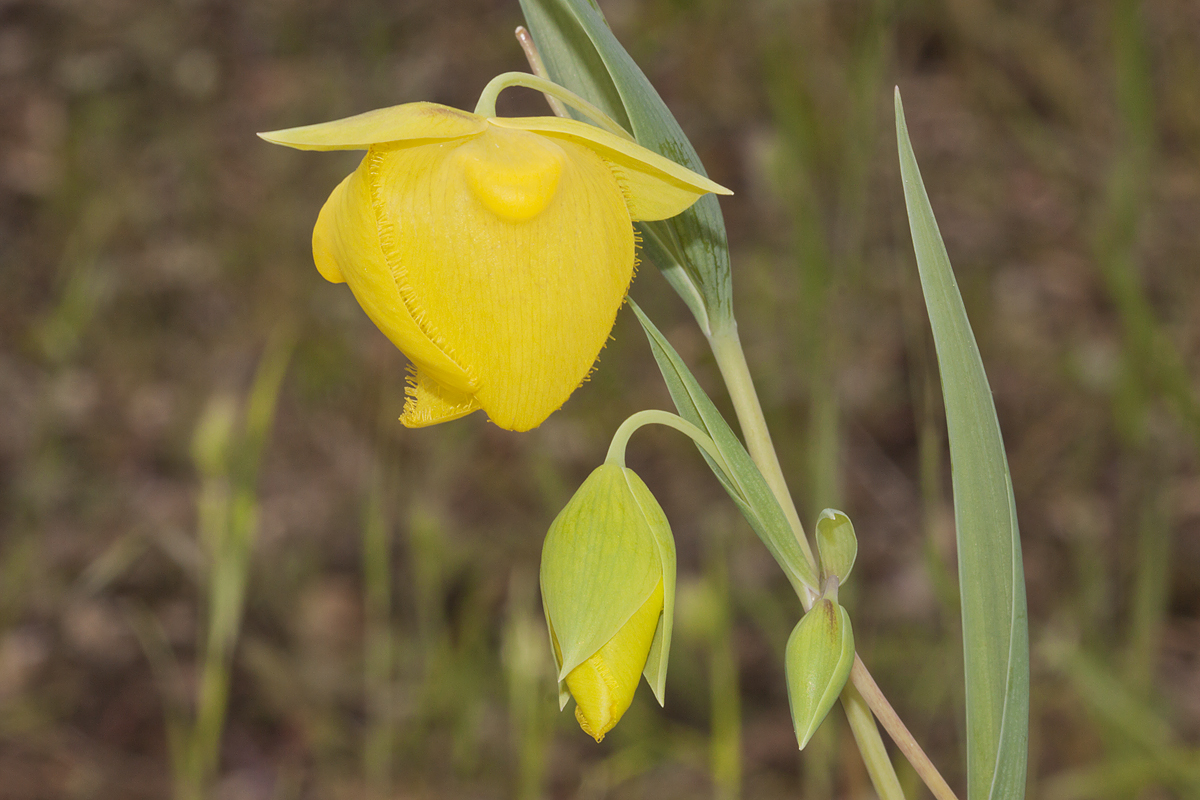
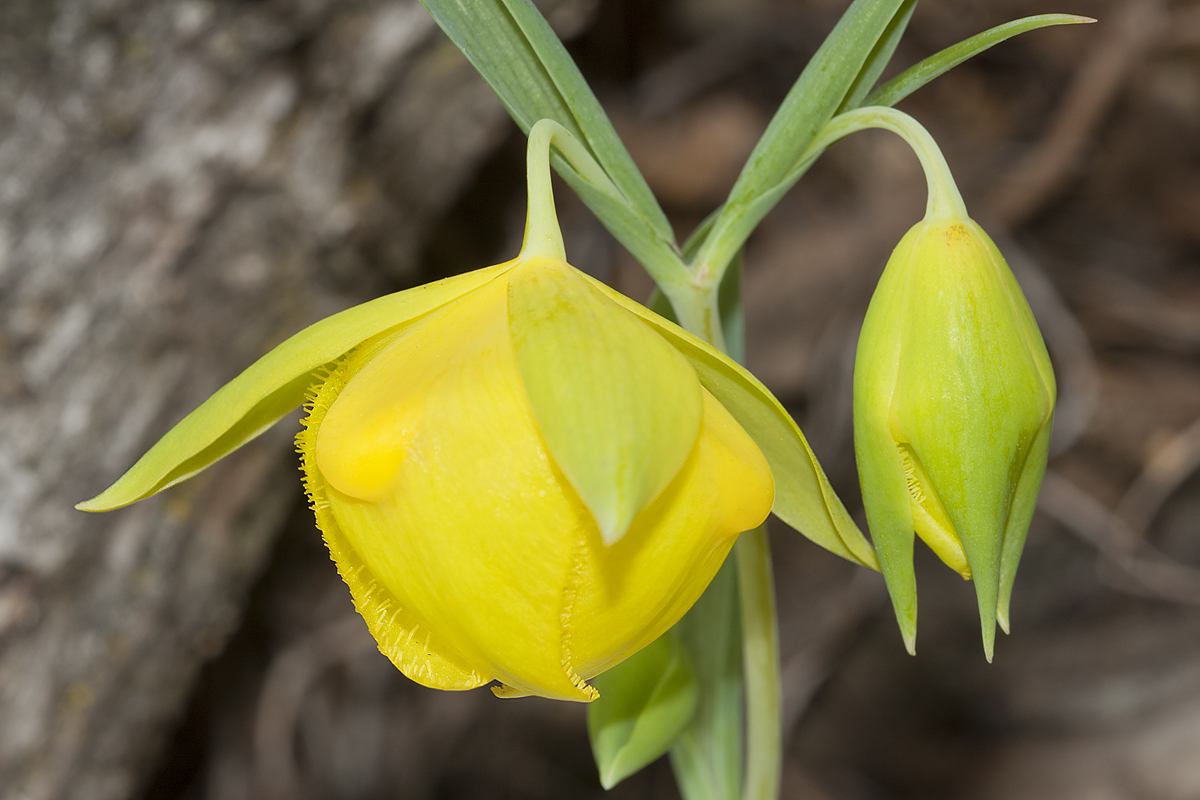
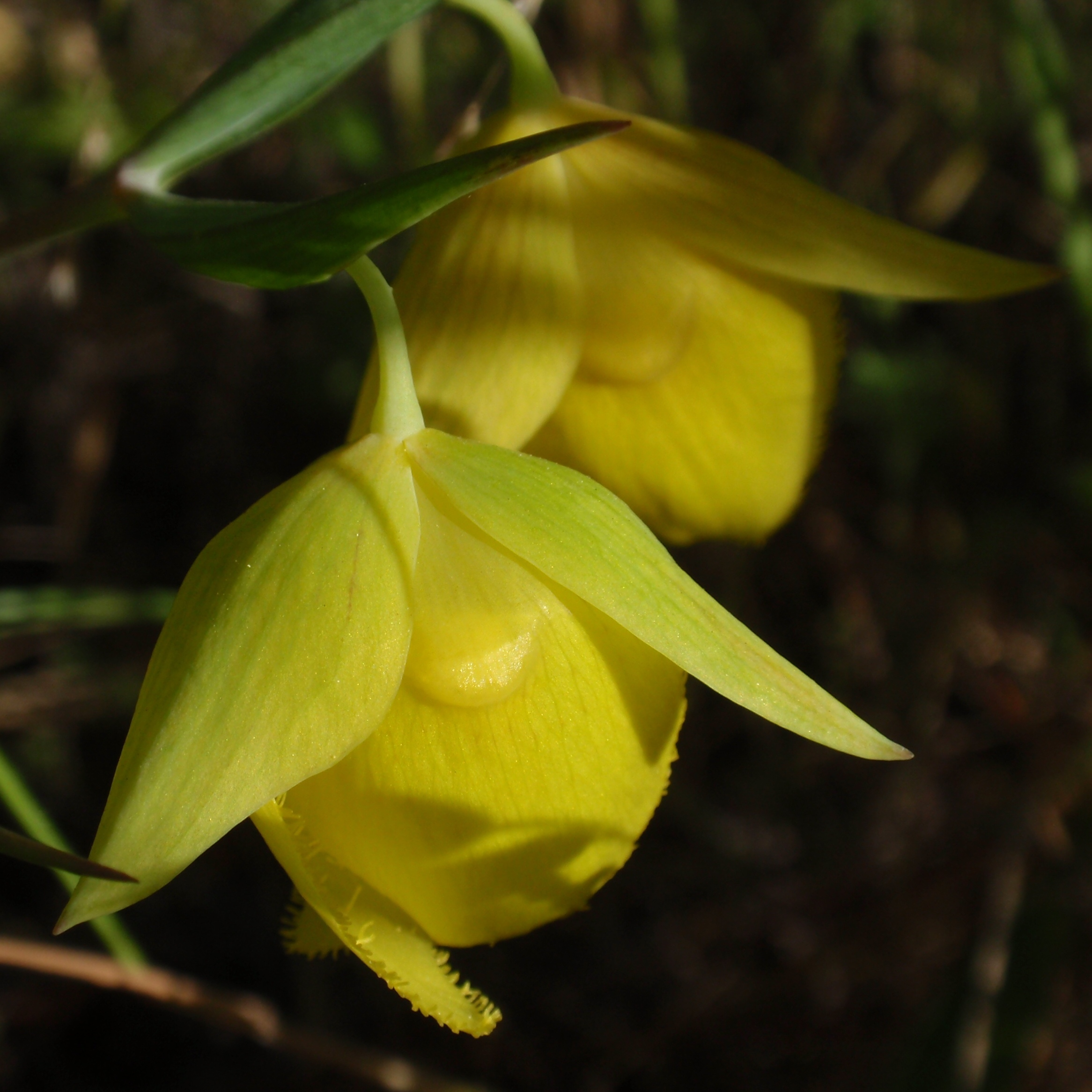
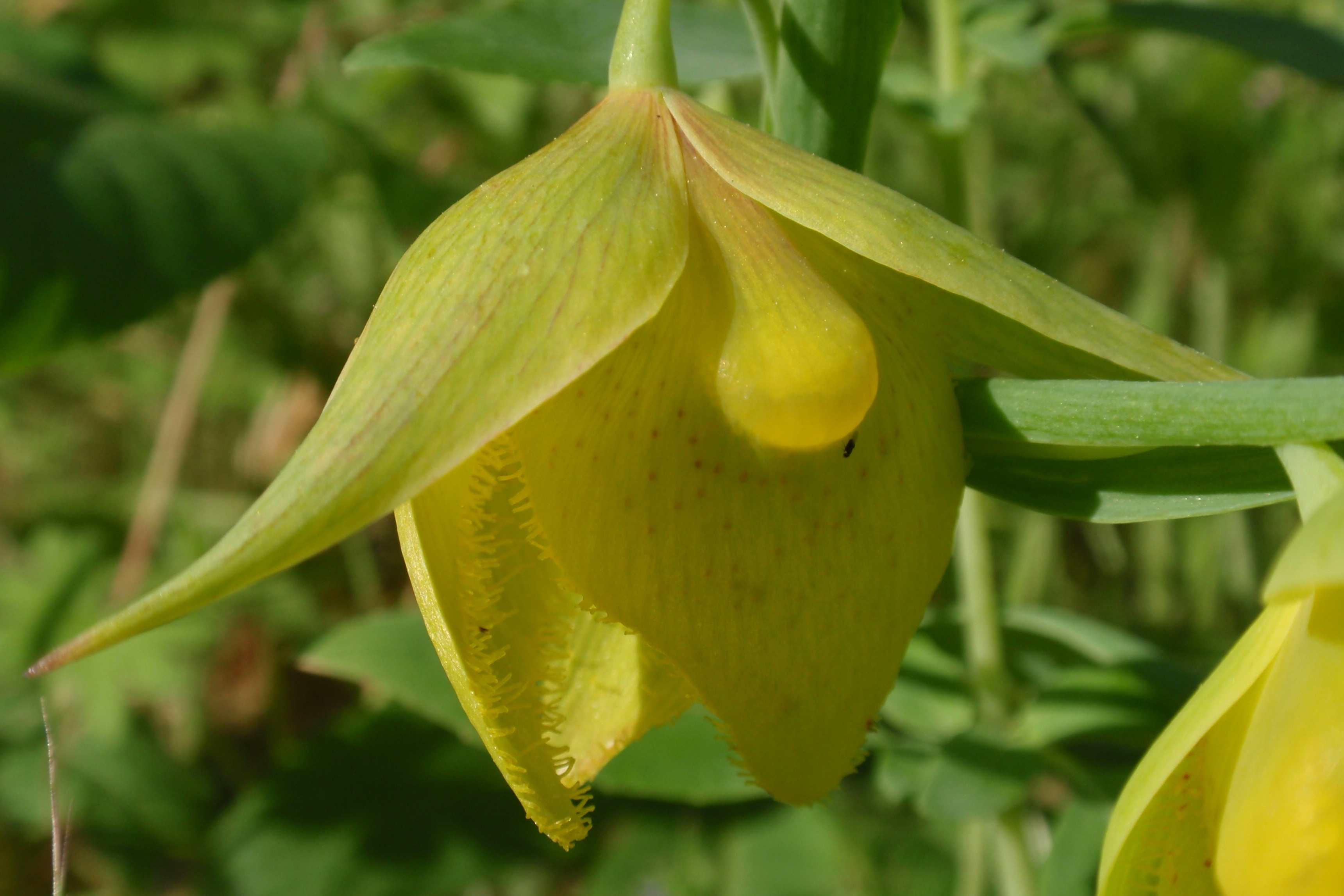